# Robert Crannell Minor

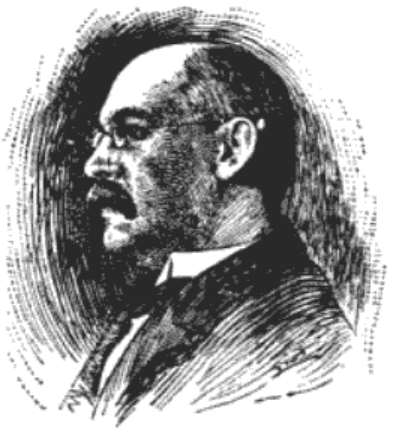
Robert Crannell Minor

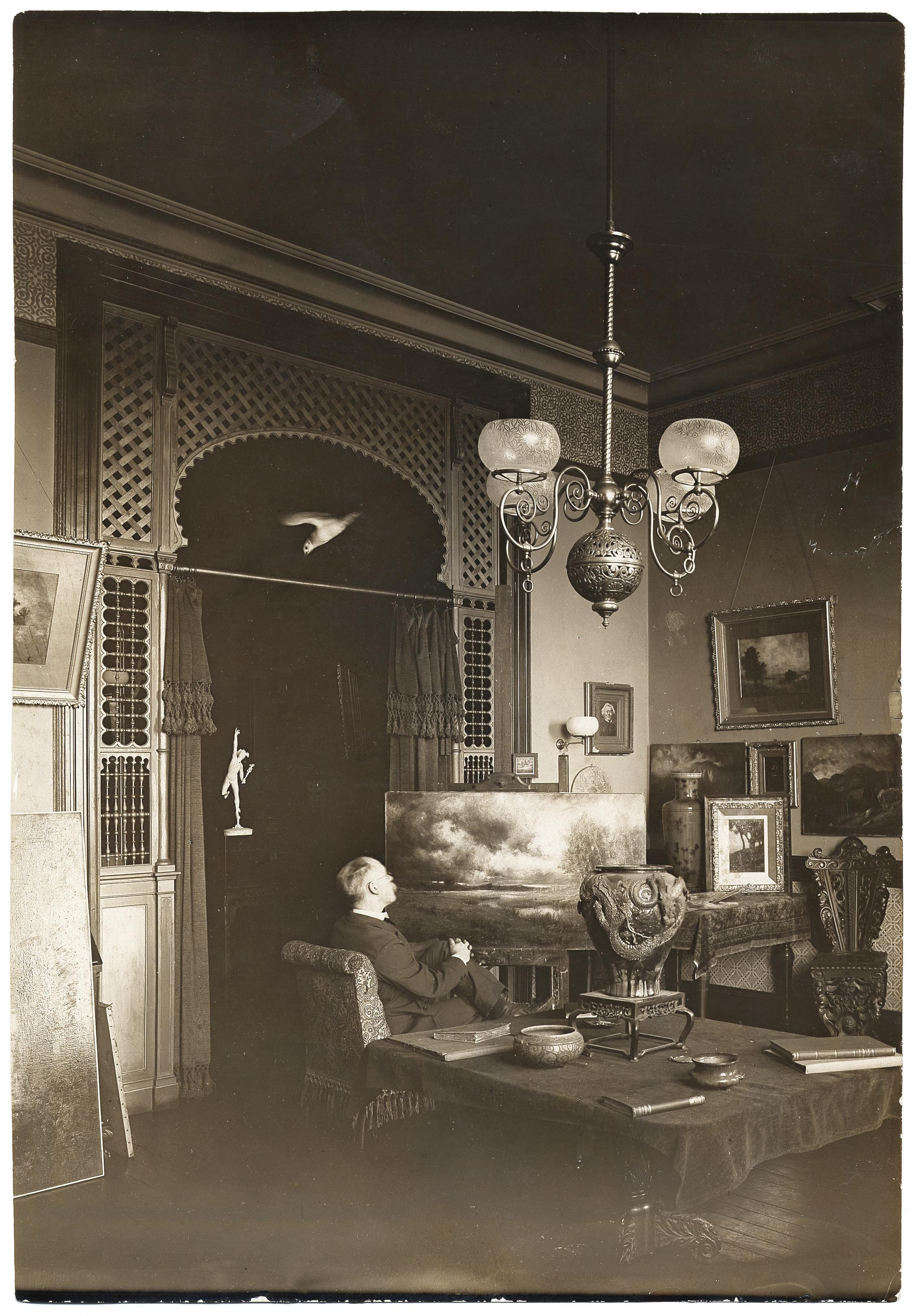
Robert Crannell Minor, um 1900

Robert Crannell Minor (* 30. April 1839 in New York City; † 4. August 1904 in Waterford, Connecticut) war ein amerikanischer Maler, der zu den Vertretern der American Barbizon School und des Tonalismus zählt.

## Leben
Robert Crannell Minor wurde als Sohn von Israel Minor, einem erfolgreichen Kaufmann in der Pharmaindustrie, geboren. In jungen Jahren arbeitete er als Buchhalter in New York City, entschied sich aber mit Anfang dreißig für eine künstlerische Laufbahn. Er studierte zunächst bei Alfred Cornelius Howland in New York, bevor er 1871 nach Europa reiste, um seine Ausbildung fortzusetzen. In Barbizon, Frankreich, lernte er bei Díaz de la Peña und setzte seine Studien später in Antwerpen bei Joseph Van Luppen und Hippolyte Boulenger fort. 1874 wurde er Vizepräsident der Société artistique et littéraire in Antwerpen.
Nach seiner Rückkehr in die USA 1874 eröffnete Robert Crannell Minor ein Atelier in New York City und malte viele Jahre in den Adirondack Mountains und später in Waterford, Connecticut. Seine Landschaftsbilder, die an die Schule von Barbizon erinnerten, brachten ihm Anerkennung ein. Unter dem Einfluss von George Inness und Alexander Helwig Wyant wandte er sich dem Tonalismus zu. 1897 wurde er zum Mitglied der National Academy of Design in New York gewählt. Sein Gemälde The Close of Day erzielte 1900 auf einer Auktion den höchsten Preis für ein Landschaftsgemälde eines lebenden amerikanischen Künstlers.  
Robert Crannell Minor war Mitglied der Society of American Artists und des Salmagundi Clubs. Er stellte in New York, Brooklyn, Chicago sowie in der Royal Academy in London und in den Salons von Paris und Antwerpen aus. Er starb 1904 in seinem Haus in Waterford, Connecticut.

## Werk

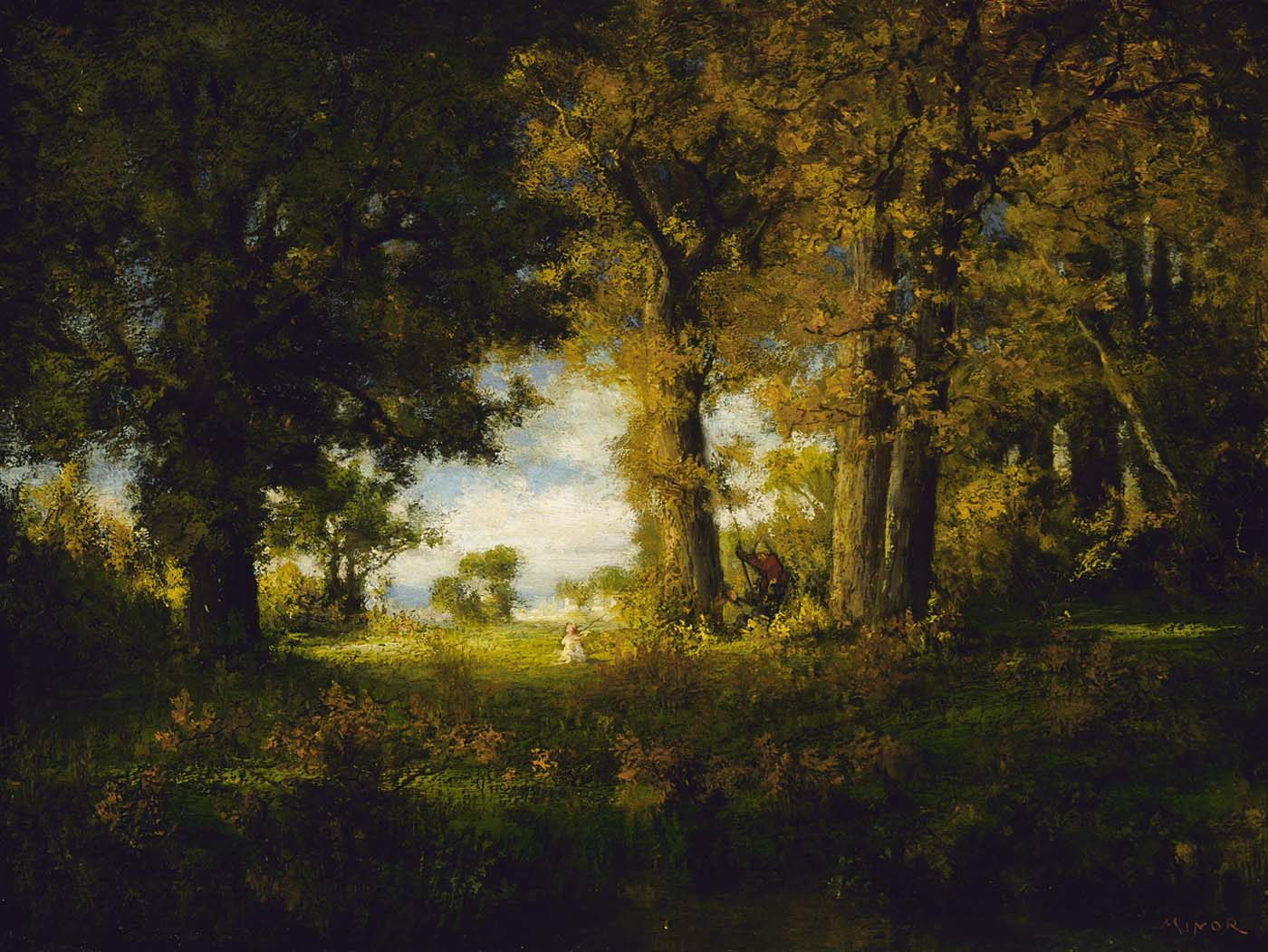
October. Smithsonian American Art Museum

Minors Gemälde sind von Einflüssen der Schule von Barbizon und des Tonalismus geprägt. Besonders bekannt ist er für seine Darstellungen von Sonnenuntergängen und Dämmerungsszenen.
Seine Werke befinden sich in den Sammlungen des Smithsonian American Art Museum, der Yale University Art Gallery, des Mead Art Museum, des Lyman Allyn Museum, des Florence Griswold Museum, des Brooklyn Museum, des Newark Museum, des Robert Hull Fleming Museum, des Haggin Museum, des Salmagundi Club, der Memorial Art Gallery und des University of Arizona Museum of Art.  